# لياندرو ألفاريز
لياندرو ألفاريز (بالإسبانية: Leandro Alvarez)‏ (4 يونيو 1981 في الأرجنتين - ) هو لاعب كرة قدم أرجنتيني في مركزي الوسط والدفاع. لعب مع أبولون ليماسول وألماجرو وأوليمبياكوس فولو وتيرو فيديرال ونادي أبولون سميرني ونادي أستيراس تريبوليس ونادي سان لورينزو وتاليريس كوردوبا.

## وصلات خارجية
- لياندرو ألفاريز على موقع قاعدة بيانات كرة القدم.إي يو (الإنجليزية)
- لياندرو ألفاريز على موقع Soccerway.com (الإنجليزية)